# 新有馬駅

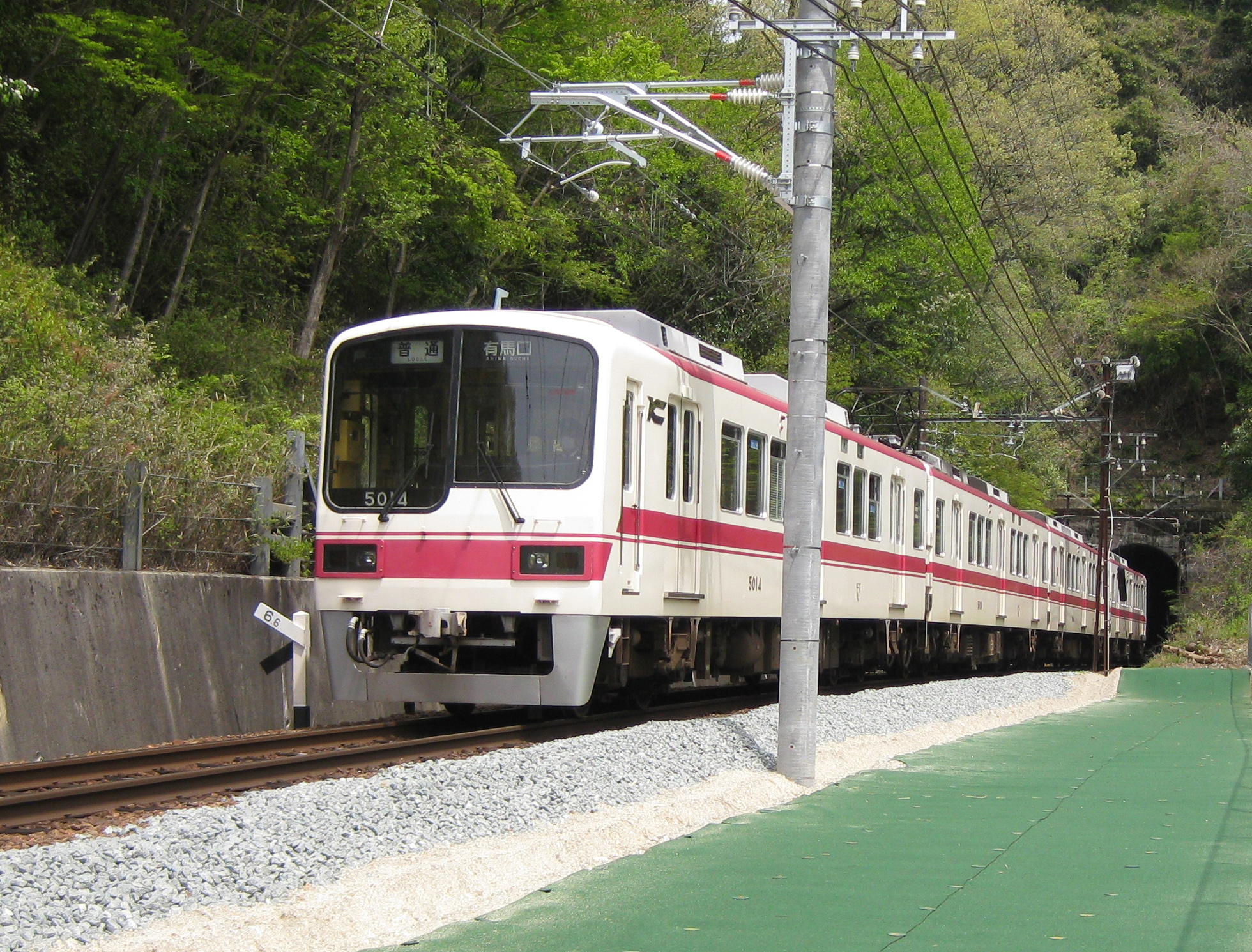
跡地を行く有馬線の列車

新有馬駅（しんありまえき）は、兵庫県神戸市北区有野町唐櫃字北山にあった神戸電鉄有馬線の駅。

## 駅構造
有馬温泉へと通じるカタ越峠を抜けるトンネルの手前、標高354mにあった、単式ホーム1面1線を有する地上駅。ホーム長は2両編成程度の長さしかなく、休止後しばらくはホームだけの状態で駅名標だけが設置されていたが、1990年代頃に駅名標は撤去され、ホームにおいても線路に面する側がフェンスで仕切られる様になった。その後、ホームの一部が崩れた状態で放置されていたが、廃止直後にホームも全て撤去された。

## 歴史
「新」と駅名にあるが、電鉄有馬駅（現・有馬温泉駅）と同日に開業している。
営業末期には周囲は無人地帯と化し、1968年以降の交通調査では常に乗客数0であった。このため、当駅に停車する列車は1日1往復に限られていたが、この列車でもあらかじめ乗務員に降車の意思を伝えておかないと通過することがあった。営業休止からしばらくの間、「当駅は営業休止をいたしておりますので乗降のお取り扱いは出来ません」と記載された看板が駅構内に設置されていた。
正式に廃止にしないまま据え置かれたのは、神戸電鉄が観光施設の建設を計画していたことと、廃止にすると施設の撤去が必要となることなどの理由が挙げられる。実際に「神鉄有馬ユースピア」と仮称された巨大テーマパーク建設構想や、団地の誘致構想があったが、後に撤回されたため、営業を再開する動きが出ることはなく、実質的に廃止状態となっていた。そして、2013年に正式に廃止され38年にわたる休止状態に終止符が打たれた。

### 年表
- 1928年（昭和3年）11月28日：湊川駅から電鉄有馬駅（現在の有馬温泉駅）までの開通に伴い開業[1]。
- 1975年（昭和50年）6月15日：営業休止[1]。
- 2013年（平成25年）2月28日：廃止[2]。

## 隣の駅
神戸電鉄
有馬線
普通
有馬口駅 - 新有馬駅 - 有馬温泉駅